# Atabey Çiçek
Atabey Çiçek (* 24. Juli 1995 in Ankara) ist ein türkischer Fußballspieler.

## Karriere

### Verein
Çiçek begann mit dem Fußballspielen in der Jugend von Gençlerbirliği Ankara und erhielt im Winter 2011 einen Profivertrag. Er spielte weiterhin überwiegend für die Reservemannschaft seines Vereins, war aber auch für die Profimannschaft spielberechtigt und nahm auch an den Trainingseinheiten der Profis teil. Im Sommer 2012 spielte er dann für die Profis im nachsaisonalen Spor-Toto-Pokal. In der Saison 2012/13 erreichte er mit der Reservemannschaft das Finale der TFF A2 Ligi, der Liga der Reservemannschaften, und unterlag hier mit seiner Mannschaft der Reservemannschaft von Ankaraspor. Mit der Saison 2013/14 wurde er immer häufiger in den Mannschaftsplanungen der Profis berücksichtigt. Sein Profidebüt gab er in der Ligapartie vom 21. September 2013 gegen Torku Konyaspor. Für die nächste Rückrunde verlieh sein Verein ihn an den Zweitligisten Boluspor.
Zum Sommer 2014 kehrte er zu Gençlerbirliği zurück, wurde aber für die kommende Saison an den Zweitverein des Klubs, an den Drittligisten Hacettepe SK, ausgeliehen. Für die Rückrunde der Saison 2015/16 wurde er erneut an Hacettepe ausgeliehen.
Zur Saison 2016/17 verpflichtete ihn der neue Zweitligist Bandırmaspor. Bei diesem Verein erzielte er in 33 Ligaspielen 12 Tore und war damit erfolgreichster Torschütze seiner Mannschaft. Diese verfehlte  am Saisonende 2016/17 den Klassenerhalt, sodass Çiçek den Verein verließ und zum Erstligisten Istanbul Başakşehir wechselte. Von dort aus wurde er für die Spielzeit 2017/18 an den Zweitligisten Adana Demirspor ausgeliehen.

### Nationalmannschaft
Çiçek begann seine Nationalmannschaftskarriere mit einem Einsatz für die türkische U-16-Nationalmannschaft und durchlief anschließend die meisten Altersstufen der türkischen Nationalmannschaften.
Mit der türkischen U-19-Nationalmannschaft nahm er an den Mittelmeerspielen 2013 teil. Hier erreichte er mit seiner Mannschaft das Turnierfinale. Im Finale unterlag man der marokkanischen U-19-Nationalmannschaft und wurde Silbermedaillengewinner.
Zudem spielte er 2013 für die zweite Auswahl der türkischen Nationalmannschaft.
Ab dem Frühjahr 2015 begann er auch für die türkische U-21-Nationalmannschaft aufzulaufen.

## Erfolge
Mit Gençlerbirliği Ankara A2 (Reservemannschaft)
- Vizemeister der TFF A2 Ligi: 2012/13

Mit der türkischen U-19-Nationalmannschaft
- Silbermedaillengewinner bei den Mittelmeerspielen: 2013